# 赵兆
赵兆（1981年6月7日—），男，湖南长沙人，中国大陆音乐制作人。

## 生平
趙兆，1981年出生於湖南省長沙市，音樂製作人，畢業於中央音樂學院。
趙兆5歲開始學習鋼琴，曾獲得湖南省神童杯鋼琴比賽第三名。9歲移居深圳，就讀於中國深圳藝術學校。12歲時考入中央音樂學院附中。17歲時進入中央音樂學院，繼續鋼琴、小號的深造，並學習作曲、MIDI音樂製作和爵士鋼琴。畢業後成立音樂工作室，從事音樂製作和演出工作，並前往美國拜訪John Powell，Hans Zimmer等好萊塢配樂大師，交流學習音樂製作。
2008年，加入北京奧運會閉幕式音樂團隊，為閉幕式創作《愛的火焰》、《今夜月明》。2010年，憑藉莫文蔚專輯《回蔚》中的編曲入圍第21屆台灣金曲獎“最佳編曲人”。2011年，赵兆和王平久共同创作公益歌曲《平凡的良心》，赵兆担任作曲。 。2012年，擔任奧運祝福歌曲《北京祝福你》的製作人和音樂總監。
2014年6月，凭借李健《拾光》專輯中的《风吹麦浪》获得第25届金曲奖“最佳编曲人奖”。
2016年，憑藉李健《第六張創作專輯》內作品《深海之尋》入圍第27屆台灣金曲獎“最佳編曲人”及“最佳單曲製作人”。
2018年，與李健共同擔任毛不易首張個人錄音室專輯《平凡的一天》的製作人。
出任綜藝節目和跨年晚會音樂總監,包括2017年《快樂男聲》、2020年《乘風破浪的姐姐(第一季)》、2020年《姐姐的愛樂之程》2019年和2020年B站(bilibili)跨年晚會、2021年湖南衛視跨年晚會。

## 音樂作品
《北京祝福你》
《平凡的良心》
《小歡喜》
《跟姐去看海》
《Shining Diamond》

## 綜藝節目
| 年份   | 播放日期        | 電視頻道         | 節目名稱                   | 備註           |
| 2020年 | 5月30日         | 愛奇藝           | 《青春有你2》              | 特邀音樂製作人 |
| 2020年 | 6月12日－9月4日 | 湖南衛視、芒果TV | 《乘風破浪的姐姐(第一季)》 | 音樂總監       |
| 2020年 | 10月23日－      | 湖南衛視、芒果TV | 《姐姐的愛樂之程》         | 音樂總監       |